# Estimada Marta
Estimada Marta és un llibre poètic de Miquel Martí i Pol publicat el 1978, amb el qual s'inicia el reconeixement popular del poeta català. El 1979 va rebre el Premi de la Crítica de poesia catalana. Ha esdevingut una de les obres poètiques més venudes de la literatura catalana, amb més de 100.000 exemplars entre l'edició de Llibres del Mall i la d'Edicions 62. Joan Margarit i Consarnau va fer-ne la traducció al castellà.